# パッツィ家の陰謀
パッツィ家の陰謀（パッツィけのいんぼう、イタリア語: Congiura dei Pazzi）は、1478年、フィレンツェのパッツィ家がライバルであるメディチ家当主のロレンツォ・デ・メディチらを暗殺しようとした事件。

## 背景
教皇シクストゥス4世（在位：1471 - 1484年）がフィレンツェに近い要所であるイーモラを買収したことなどから、フィレンツェの実質的な支配者ロレンツォの政策と対立するようになった。シクストゥスは教皇庁の金融を担当していたメディチ銀行の地位を奪い、ライバルで同じフィレンツェに本拠を置くパッツィ銀行に委譲、これによりメディチ家とパッツィ家の対立が激化した。その後、パッツィ一派のフランチェスコ・サルヴィアーティがピサ大司教に任命されたが、今度はロレンツォが赴任を妨害した。ここに至ってパッツィ家はロレンツォを亡き者にしようと陰謀をめぐらせた。この計画はローマ教皇もある程度知っていた（黙認していた）と言われる。

## 陰謀と収束
陰謀は1478年4月26日、サンタ・マリア・デル・フィオーレ大聖堂でのミサの席上、実行された。サルヴィアーティ（ピサ大司教）とフランチェスコ・デ・パッツィ（パッツィ銀行ローマ支店長）らがメディチ兄弟を襲撃、ロレンツォの弟のジュリアーノを殺害する。ロレンツォは傷を負うが、かろうじて難を逃れた。暗殺者らは市民にメディチ家への反乱を呼びかけるも失敗、捕らえられて即刻処刑された。パッツィ家関係者らへの報復は容赦のないもので、パッツィ家当主をはじめ100人近くが捕らえられて処刑された。
この事態に、パッツィ家と結んでいた教皇シクストゥス4世は激怒し、フィレンツェを破門し、ナポリ王国と同盟して宣戦布告した（パッツィ戦争）。ロレンツォは大きな危機に直面したが、自らナポリに乗り込み、ナポリ王フェルディナンド1世と会見を行った。この勇気にナポリ王も感心し、和平を結ぶことに成功した。
その後もしばらく不穏な状況があったが、1484年に問題の一端を担った教皇シクストゥス4世が薨去したため、事態は収束に向かった。最大の危機を乗り切ったロレンツォの支配体制は、この後、確固たるものとなった。

## その他
陰謀に加担したパッツィ家の処刑の様子を、1478年にボッティチェッリが、フィレンツェの警察署と市庁舎の間の壁にフレスコ画で描いたが、1494年にメディチ家のフィレンツェ追放と共に破壊された。芸術ミステリーを数多く執筆している推理作家の深水黎一郎はこの絵を「残っていてほしかった名画ベスト3・西洋篇」の第2位に挙げている。

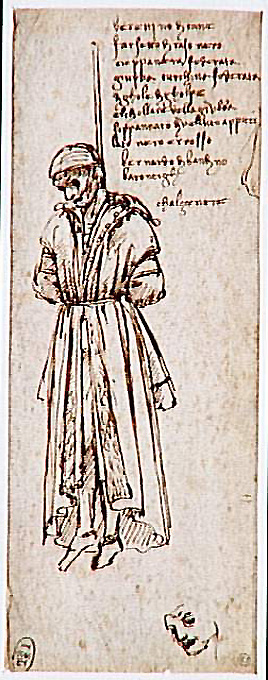
ダ・ヴィンチによるベルナルド・バンディーニ処刑のスケッチ (1479年)

また、関係者ベルナルド・バンディーニ・バロンチェッリがコンスタンティノープルに逃れていたところを捕らえられ、1479年12月に絞首刑に処されたが、この模様をレオナルド・ダ・ヴィンチがスケッチに残し、こちらは現存している。
のちの教皇クレメンス7世は、パッツィ家の陰謀で殺害されたジュリアーノ・デ・メディチの遺児である。
ジュリアーノの遺骸は後に発掘された。全身腐敗していたが、遺骨の鑑定の結果、頭部に大きな損傷を受けていたことが確認されている。
2004年になって、アメリカの研究者マルチェロ・シモネッタがパッツィ家の関係者などが残した暗号文書を解読し、ウルビーノ公フェデリーコ・ダ・モンテフェルトロが事件の首謀者であるとする説を唱えた。